# Bärenquell

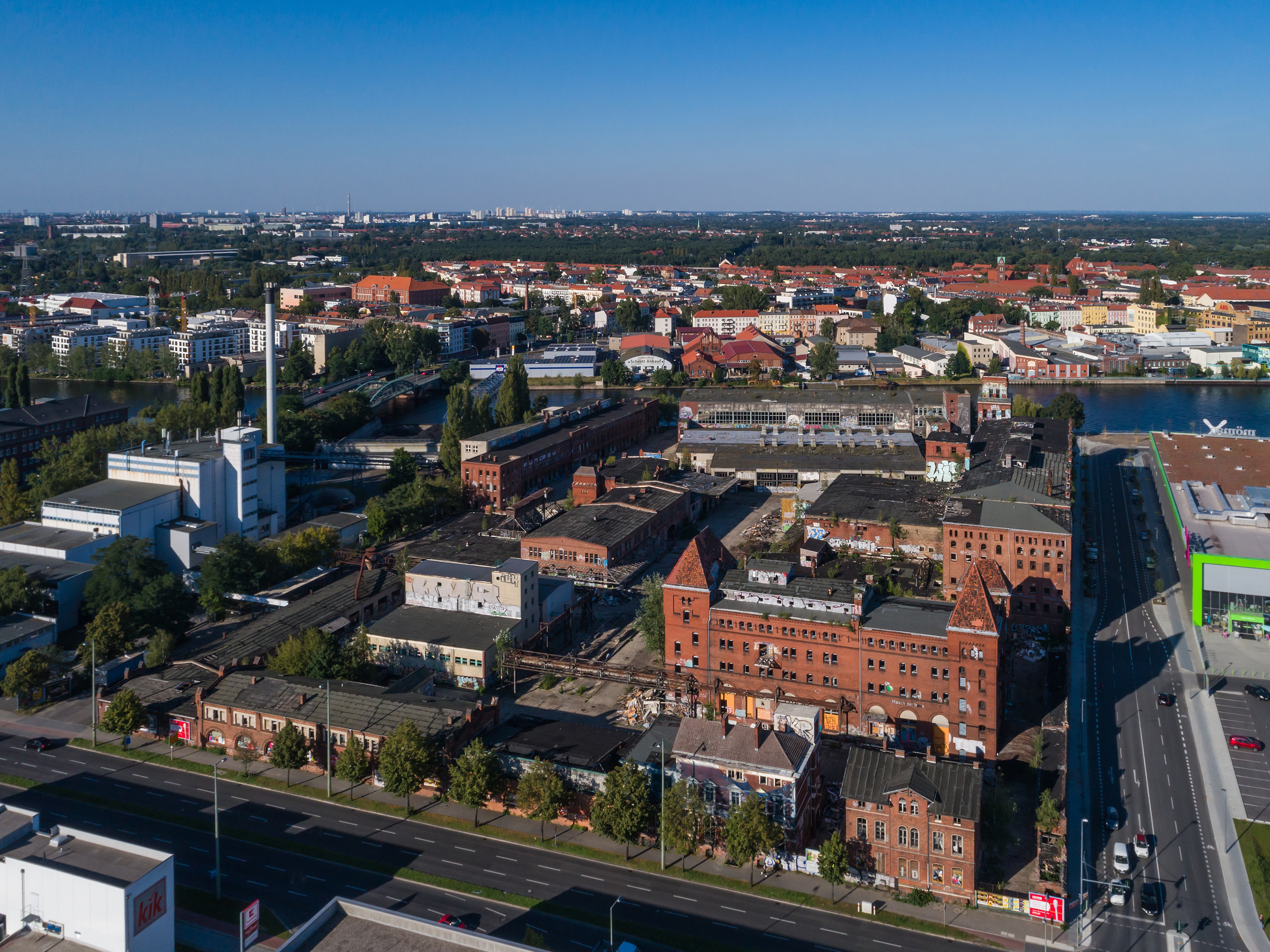
Det tidigare bryggeriområdet där Schultheiss och senare Bärenquell producerades.

Bärenquell-Brauerei var ett bryggeri som fram till 1994 fanns i Niederschöneweide (Treptow-Köpenick) i Berlin.
Bärenquell-Brauerei med märket Bärenquell har sitt ursprung i Borussia-Brauerei som var det första bryggeriet som fanns på platsen. 1898 köptes det upp av Schultheiss som integrerade verksamheten i sin egen. Bryggeriet blev ansvarigt inom koncernen för leveranser utanför Berlin. Under DDR-tiden förstatligades verksamheten och hette från 1954 VEB Schultheiß-Brauerei Niederschöneweide. 1959 följde namnändringen till Bärenquell (Björnkällan) och från 1969 var man en del av VEB Getränkekombinat Berlin.
1990 privatiserade verksamheten av Treuhandanstalt och köptes upp av Henninger 1991. År 1994 lades verksamheten i Niederschöneweide ner men Bärenquell fortsatte att produceras av Henninger. Sedan 2009 finns inte längre Bärenquell som märke.